# Gboard
Gboard es una aplicación de teclado virtual desarrollada por Google para dispositivos Android e iOS. Se lanzó por primera vez para iOS en mayo del 2016, más tarde se lanzó para Android en diciembre del 2016, que se estrenó como una actualización importante de la aplicación de Google Keyboard ya establecida en Android. 
Sus características destacan la Búsqueda de Google, que incluye resultados de la búsqueda web y respuestas predictivas, fácil búsqueda y uso compartido de imágenes GIF y emojis, un motor de texto predictivo que sugiere la siguiente palabra según el contexto y soporte de idiomas multilingües. Las actualizaciones para el teclado han habilitado una funcionalidad adicional, que incluye sugerencias de GIF, opciones para colocar un tema oscuro o agregar una imagen personal como fondo del teclado, soporte para dictado de voz, predicción de la siguiente frase y reconocimiento de emojis dibujado a mano. En el momento de su lanzamiento para iOS, el teclado solamente ofrecía soporte para el idioma inglés, y se agregaron gradualmente más idiomas en los siguientes meses, mientras que en Android, el teclado admitía más de 100 idiomas en el momento de su lanzamiento inicial. 
En agosto del 2018, Gboard alcanzó las mil millones de descargas en la Google Play Store, lo que la convierte en una de las aplicaciones de Android más populares.

## Características
Gboard es una aplicación de teclado virtual. Sus características destacan la Búsqueda de Google, que incluye resultados web y respuestas predictivas, fácil búsqueda y uso compartido de contenido GIF y emoji, y un motor de texto predictivo que sugiere la siguiente palabra según el contexto. En su lanzamiento en mayo del 2016 para iOS, Gboard solo admitía el idioma inglés,  mientras que admitía "más de 100 idiomas" en el momento de su lanzamiento para Android. Google afirma que Gboard agregará más idiomas "en los próximos meses". A partir de octubre del 2019, se admiten 916 idiomas.
Gboard incluye opción para teclado flotante y el traductor de Google incorporado en el mismo teclado que ha sido integrado en marzo del 2017. Gboard admite el modo de una sola mano en Android después de su actualización de mayo del 2016. Esta funcionalidad se agregó a la aplicación cuando se denominaba como Google Keyboard.
Una actualización para iOS lanzada en agosto de 2016 agregó soporte para los idiomas francés, alemán, italiano, portugués y español, además de ofrecer "sugerencias inteligentes de GIF", donde el teclado sugerirá GIF relevantes para el texto escrito. El teclado también ofrece nuevas opciones para un tema oscuro o para agregar una imagen personal de la galería de fotos como fondo del teclado. Otra nueva actualización en marzo de 2018 agregó soporte para los idiomas croata, checo, danés, holandés, finlandés, griego, polaco, rumano, baluchi, sueco, catalán, húngaro, malayo, ruso, español americano y turco, junto con soporte para dictado de voz, permitiendo a los usuarios "mantener presionado el botón del micrófono en la barra espaciadora y hablar". En abril de 2017, Google aumentó significativamente la cantidad de idiomas hindúes admitidos en Gboard, agregando 11 nuevos idiomas, lo que elevó el número total de idiomas indios admitidos a 22.
En junio de 2017, la aplicación para Android se actualizó para soportar el reconocimiento de emojis dibujados a mano y la capacidad de predecir frases completas en lugar de palabras sueltas. Se espera que la funcionalidad llegue a la aplicación de iOS en un momento posterior. En noviembre del 2017, Gboard permite tanto la escritura a mano como la entrada de teclado, pero disponible solo en Android. El reconocimiento de voz sin conexión se agregó en marzo de 2019.
El 12 de febrero de 2020, se introdujo una nueva función, “Emoji Kitchen”,permitía a los usuarios combinar diferentes emociconos y usarlos como stickers al enviar mensajes.

## Recepción
En 2016, el periódico The Wall Street Journal elogió al teclado, particularmente por la función integrada de la búsqueda de Google. Sin embargo, se observó que la aplicación actualmente no admite la integración con otras aplicaciones en el dispositivo, lo que significa que búsquedas como “Comprar entradas para el cine para la película del Capitán América” lo llevan a los usuarios al navegador web en lugar de una aplicación para comprar entradas de cine instalada en sus teléfonos. El Wall Street Journal también elogió al motor de texto predictivo, afirmando que “supera a la mayoría de sus competidores” y “se vuelve más inteligente con el uso”. También descubrieron que Gboard “sugiere ingeniosamente emojis mientras escribes palabras”. Se observó que faltaba un modo de una sola mano (una función agregada en mayo de 2016 para Android), así como falta de opciones para cambiar el color o el tamaño de las teclas, escribiendo que “si estás buscando personalizar un teclado, Gboard no es para ti”.